# Adjungierte Matrix
Die adjungierte Matrix (nicht zu verwechseln mit der Adjunkten), hermitesch transponierte Matrix oder transponiert-konjugierte Matrix ist in der Mathematik diejenige Matrix, die durch Transponierung und Konjugation einer gegebenen komplexen Matrix entsteht. Anschaulich ergibt sich die adjungierte Matrix durch Spiegelung der Ausgangsmatrix an ihrer Hauptdiagonale und anschließende komplexe Konjugation aller Matrixeinträge. Bei Matrizen mit Einträgen aus den reellen Zahlen entspricht sie der transponierten Matrix.  Die Umwandlung einer Matrix in ihre adjungierte Matrix wird Adjungierung der Matrix genannt.
Die Adjungierungsabbildung, die einer Matrix ihre Adjungierte zuordnet, ist stets bijektiv, konjugiert linear und selbstinvers. Bezüglich der Matrizenaddition stellt sie einen Isomorphismus dar, bezüglich der Matrizenmultiplikation hingegen einen Antiisomorphismus, das heißt, die Reihenfolge bei der Multiplikation von Matrizen kehrt sich nach Adjungierung um. Viele Kenngrößen adjungierter Matrizen, wie Spur, Determinante und Eigenwerte, sind gerade die komplex Konjugierten der jeweiligen Kenngrößen der Ausgangsmatrizen.
In der linearen Algebra wird die adjungierte Matrix unter anderem zur Charakterisierung spezieller Klassen von Matrizen und bei Matrixzerlegungen eingesetzt. Die adjungierte Matrix ist auch die Abbildungsmatrix der adjungierten Abbildung zwischen zwei endlichdimensionalen komplexen Skalarprodukträumen bezüglich der jeweiligen Orthonormalbasen.

## Definition
Ist {\displaystyle A=(a_{ij})\in \mathbb {C} ^{m\times n}} eine komplexe Matrix,
{\displaystyle A={\begin{pmatrix}a_{11}&\dots &a_{1n}\\\vdots &&\vdots \\a_{m1}&\dots &a_{mn}\end{pmatrix}}}
dann ist die (bezüglich des Standardskalarprodukts) adjungierte Matrix {\displaystyle A^{\mathsf {H}}\in \mathbb {C} ^{n\times m}} definiert als
{\displaystyle A^{\mathsf {H}}={\overline {A}}^{\mathsf {T}}={\overline {A^{\mathsf {T}}}}={\begin{pmatrix}{\overline {a_{11}}}&\dots &{\overline {a_{m1}}}\\\vdots &&\vdots \\{\overline {a_{1n}}}&\dots &{\overline {a_{mn}}}\end{pmatrix}}},
wobei {\displaystyle A^{\mathsf {T}}} die transponierte Matrix und {\displaystyle {\bar {A}}} die konjugierte Matrix von {\displaystyle A} sind. Die adjungierte Matrix {\displaystyle A^{\mathsf {H}}} ergibt sich also dadurch, dass die Rollen von Zeilen und Spalten der Ausgangsmatrix {\displaystyle A} vertauscht werden und alle Einträge komplex konjugiert werden. Die Reihenfolge, in der transponiert und konjugiert wird, ist dabei unerheblich.
Haben wir auf {\displaystyle \mathbb {C} ^{m}} das Skalarprodukt {\displaystyle \langle {\cdot },{\cdot }\rangle _{C}\colon \mathbb {C} ^{m}\times \mathbb {C} ^{m}\to \mathbb {C} ,} gegeben durch  {\displaystyle \langle {x},{y}\rangle _{C}=x^{\mathsf {T}}Cy}, und auf  {\displaystyle \mathbb {C} ^{n}} das Skalarprodukt {\displaystyle \langle {\cdot },{\cdot }\rangle _{B}\colon \mathbb {C} ^{n}\times \mathbb {C} ^{n}\to \mathbb {C} ,} gegeben durch  {\displaystyle \langle {x},{y}\rangle _{B}=x^{\mathsf {T}}By}, mit positiv definiten, hermiteschen Matrizen {\displaystyle C\in \mathbb {C} ^{m\times m},B\in \mathbb {C} ^{n\times n},}
so ist die adjungierte Matrix zu {\displaystyle A=(a_{ij})\in \mathbb {C} ^{m\times n}} gegeben durch
{\displaystyle A^{\mathsf {H}}=B^{-1}A^{\mathsf {T}}C}.

## Notation
Das hochgestellte {\displaystyle {\mathsf {H}}} in der Notation {\displaystyle A^{\mathsf {H}}} steht für den Nachnamen des französischen Mathematikers Charles Hermite. Hermite beschäftigte sich im Jahr 1855 mit Matrizen, die gleich ihrer Adjungierten sind, sogenannten hermiteschen Matrizen, und zeigte, dass solche Matrizen viele Eigenschaften mit reellen symmetrischen Matrizen gemeinsam haben.
Andere Schreibweisen für die adjungierte Matrix sind {\displaystyle \operatorname {adj} (A)}, {\displaystyle A^{\ast }}, {\displaystyle A^{+}} und {\displaystyle A^{\dagger }}. Die Notation {\displaystyle \operatorname {adj} (A)} ist jedoch nicht eindeutig, da sie auch für die Adjunkte verwendet wird. Mit {\displaystyle A^{\ast }} wird gelegentlich auch die konjugierte Matrix bezeichnet und {\displaystyle A^{+}} steht auch für die Pseudoinverse. Die Notation {\displaystyle A^{\dagger }} wird vor allem in der Physik, insbesondere in der Quantenmechanik, verwendet.

## Beispiele
Durch Adjungierung einer {\displaystyle (1\times 3)}-Matrix (eines Zeilenvektors) entsteht eine {\displaystyle (3\times 1)}-Matrix (ein Spaltenvektor) und umgekehrt, jeweils mit komplex konjugierten Einträgen:
{\displaystyle {\begin{pmatrix}i&1+i&2-i\end{pmatrix}}^{\mathsf {H}}={\begin{pmatrix}-i\\1-i\\2+i\end{pmatrix}},\quad {\begin{pmatrix}1\\2-2i\\3i\end{pmatrix}}^{\mathsf {H}}={\begin{pmatrix}1&2+2i&-3i\end{pmatrix}}}
Durch Adjungierung einer {\displaystyle (3\times 2)}-Matrix entsteht eine {\displaystyle (2\times 3)}-Matrix, bei der die erste Zeile der ersten Spalte der Ausgangsmatrix und die zweite Zeile der zweiten Spalte der Ausgangsmatrix jeweils nach komplexer Konjugation entspricht:
{\displaystyle {\begin{pmatrix}1&2-i\\3i&4-2i\\5+i&-6i\end{pmatrix}}^{\mathsf {H}}={\begin{pmatrix}1&-3i&5-i\\2+i&4+2i&6i\end{pmatrix}}}
Für eine komplexe Matrix mit ausschließlich reellen Einträgen ist die Adjungierte gerade die Transponierte.

## Eigenschaften
Die nachfolgenden Eigenschaften sind direkte Folgerungen aus den entsprechenden Eigenschaften transponierter und konjugierter Matrizen.

### Summe
Für die Adjungierte der Summe zweier Matrizen {\displaystyle A,B\in \mathbb {C} ^{m\times n}} gleicher Größe gilt
{\displaystyle (A+B)^{\mathsf {H}}=A^{\mathsf {H}}+B^{\mathsf {H}}}.
Allgemein ergibt sich die Summe von {\displaystyle n} Matrizen {\displaystyle A_{1},\ldots ,A_{n}\in \mathbb {C} ^{m\times n}} gleicher Größe zu
{\displaystyle (A_{1}+A_{2}+\ldots +A_{n})^{\mathsf {H}}=A_{1}^{\mathsf {H}}+A_{2}^{\mathsf {H}}+\ldots +A_{n}^{\mathsf {H}}}.
Die Adjungierte einer Summe von Matrizen ist demnach gleich der Summe der Adjungierten.

### Skalarmultiplikation
Für die Adjungierte des Produkts einer Matrix {\displaystyle A\in \mathbb {C} ^{m\times n}} mit einem Skalar {\displaystyle c\in \mathbb {C} } gilt
{\displaystyle (c\cdot A)^{\mathsf {H}}={\bar {c}}\cdot A^{\mathsf {H}}}.
Die Adjungierte des Produkts einer Matrix mit einem Skalar ist also gleich dem Produkt des konjugierten Skalars mit der adjungierten Matrix.

### Zweifache Adjungierung
Für die Adjungierte der Adjungierten einer Matrix {\displaystyle A\in \mathbb {C} ^{m\times n}} gilt
{\displaystyle \left(A^{\mathsf {H}}\right)^{\mathsf {H}}=A}.
Durch zweifache Adjungierung ergibt sich demnach stets wieder die Ausgangsmatrix.

### Produkt
Für die Adjungierte des Produkts einer Matrix {\displaystyle A\in \mathbb {C} ^{m\times n}} mit einer Matrix {\displaystyle B\in \mathbb {C} ^{n\times l}} gilt
{\displaystyle (A\cdot B)^{\mathsf {H}}=B^{\mathsf {H}}\cdot A^{\mathsf {H}}}.
Allgemein ergibt sich für das Produkt von {\displaystyle n} Matrizen {\displaystyle A_{1},\ldots ,A_{n}} passender Größe
{\displaystyle (A_{1}\cdot A_{2}\cdot \ldots \cdot A_{n})^{\mathsf {H}}=A_{n}^{\mathsf {H}}\cdot \ldots \cdot A_{2}^{\mathsf {H}}\cdot A_{1}^{\mathsf {H}}}.
Die Adjungierte eines Produkts von Matrizen ist demnach gleich dem Produkt der Adjungierten, jedoch in umgekehrter Reihenfolge.

### Inverse
Die Adjungierte einer regulären Matrix {\displaystyle A\in \mathbb {C} ^{n\times n}} ist ebenfalls stets regulär. Für die Adjungierte der Inversen einer regulären Matrix gilt dabei
{\displaystyle \left(A^{-1}\right)^{\mathsf {H}}=\left(A^{\mathsf {H}}\right)^{-1}}.
Die Adjungierte der inversen Matrix ist demnach gleich der Inversen der adjungierten Matrix. Diese Matrix wird gelegentlich auch mit {\displaystyle A^{-{\mathsf {H}}}} bezeichnet.

### Exponential und Logarithmus
Für das Matrixexponential der Adjungierten einer quadratischen Matrix {\displaystyle A\in \mathbb {C} ^{n\times n}} gilt
{\displaystyle \exp(A^{\mathsf {H}})=(\exp A)^{\mathsf {H}}}.
Entsprechend gilt für den Matrixlogarithmus der Adjungierten einer regulären komplexen Matrix
{\displaystyle \ln(A^{\mathsf {H}})=(\ln A)^{\mathsf {H}}}.

### Adjungierungsabbildung
Die Abbildung
{\displaystyle \mathbb {C} ^{m\times n}\to \mathbb {C} ^{n\times m},\quad A\mapsto A^{\mathsf {H}}},
die einer Matrix ihre Adjungierte zuordnet, besitzt aufgrund der vorstehenden Gesetzmäßigkeiten die folgenden Eigenschaften:
- Die Adjungierungsabbildung ist stets bijektiv, konjugiert linear und selbstinvers.
- Zwischen den Matrizenräumen {\displaystyle \mathbb {C} ^{m\times n}} und {\displaystyle \mathbb {C} ^{n\times m}} stellt die Adjungierungsabbildung einen Isomorphismus dar.
- In der allgemeinen linearen Gruppe {\displaystyle \operatorname {GL} (n,\mathbb {C} )} und im Matrizenring {\displaystyle \mathbb {C} ^{n\times n}} stellt die Adjungierungsabbildung (für {\displaystyle m=n}) einen Antiautomorphismus dar.

### Blockmatrizen
Die Adjungierte einer Blockmatrix mit {\displaystyle r} Zeilen- und {\displaystyle s} Spaltenpartitionen ist durch
{\displaystyle {\begin{pmatrix}A_{11}&\cdots &A_{1s}\\\vdots &&\vdots \\A_{r1}&\cdots &A_{rs}\end{pmatrix}}^{\mathsf {H}}={\begin{pmatrix}A_{11}^{\mathsf {H}}&\cdots &A_{r1}^{\mathsf {H}}\\\vdots &&\vdots \\A_{1s}^{\mathsf {H}}&\cdots &A_{rs}^{\mathsf {H}}\end{pmatrix}}}
gegeben. Sie entsteht durch Spiegelung aller Blöcke an der Hauptdiagonale und nachfolgende Adjungierung jedes Blocks.

## Kenngrößen

### Rang
Für eine Matrix {\displaystyle A\in \mathbb {C} ^{m\times n}} ist der Rang der adjungierten Matrix gleich dem der Ausgangsmatrix, das heißt
{\displaystyle \operatorname {rang} (A^{\mathsf {H}})=\operatorname {rang} (A)}.
Das Bild der Abbildung {\displaystyle x\mapsto Ax} wird dabei von den Spaltenvektoren von {\displaystyle A} aufgespannt, während das Bild der Abbildung {\displaystyle x\mapsto A^{\mathsf {H}}x} von den Zeilenvektoren von {\displaystyle A} aufgespannt wird. Die Dimensionen dieser beiden Bilder stimmen stets überein.

### Spur
Für eine quadratische Matrix {\displaystyle A\in \mathbb {C} ^{n\times n}} ist die Spur (die Summe der Hauptdiagonalelemente) der adjungierten Matrix gleich der konjugierten Spur der Ausgangsmatrix, das heißt
{\displaystyle \operatorname {spur} (A^{\mathsf {H}})={\overline {\operatorname {spur} (A)}}},
denn die Diagonalelemente der adjungierten Matrix stimmen mit denen der Ausgangsmatrix bis auf komplexe Konjugation überein.

### Determinante
Für eine quadratische Matrix {\displaystyle A\in \mathbb {C} ^{n\times n}} ist die Determinante der adjungierten Matrix gleich der konjugierten Determinante der Ausgangsmatrix, das heißt
{\displaystyle \det(A^{\mathsf {H}})={\overline {\det(A)}}}.
Dies folgt aus der Leibniz-Formel für Determinanten über
{\displaystyle \det(A)=\sum _{\sigma \in S_{n}}\left(\operatorname {sgn} (\sigma )a_{1,\sigma (1)}\cdots a_{n,\sigma (n)}\right)={\overline {\sum _{\sigma \in S_{n}}\left(\operatorname {sgn} (\sigma ){\bar {a}}_{\sigma (1),1}\cdots {\bar {a}}_{\sigma (n),n}\right)}}={\overline {\det(A^{\mathsf {H}})}}},
wobei die Summe über alle Permutationen der symmetrischen Gruppe {\displaystyle S_{n}} läuft und {\displaystyle \operatorname {sgn} (\sigma )} das Vorzeichen der Permutation {\displaystyle \sigma } bezeichnet.

### Spektrum
Für eine quadratische Matrix {\displaystyle A\in \mathbb {C} ^{n\times n}} stimmt aufgrund der vorstehenden Determinantenformel auch das charakteristische Polynom der adjungierten Matrix mit dem der Ausgangsmatrix bis auf komplexe Konjugation überein, denn
{\displaystyle \chi _{A^{\mathsf {H}}}(\lambda )=\det(\lambda I-A^{\mathsf {H}})={\overline {\det((\lambda I-A^{\mathsf {H}})^{\mathsf {H}})}}={\overline {\det({\bar {\lambda }}I-A)}}={\overline {\chi _{A}({\bar {\lambda }})}}}.
Die Eigenwerte von {\displaystyle A^{\mathsf {H}}} sind demnach gerade die komplex Konjugierten der Eigenwerte von {\displaystyle A}.

### Normen
Die euklidische Norm eines komplexen Vektors {\displaystyle x\in \mathbb {C} ^{n}} ist durch
{\displaystyle \|x\|_{2}={\sqrt {x^{\mathsf {H}}x}}}
gegeben. Für die Frobeniusnorm und die Spektralnorm der Adjungierten einer Matrix {\displaystyle A\in \mathbb {C} ^{m\times n}} gilt
{\displaystyle \|A^{\mathsf {H}}\|_{F}=\|A\|_{F}}   und   {\displaystyle \|A^{\mathsf {H}}\|_{2}=\|A\|_{2}}.
Die Zeilensummen- und die Spaltensummennorm der Adjungierten und der Ausgangsmatrix stehen folgendermaßen in Beziehung:
{\displaystyle \|A^{\mathsf {H}}\|_{\infty }=\|A\|_{1}}   und   {\displaystyle \|A^{\mathsf {H}}\|_{1}=\|A\|_{\infty }}.

### Skalarprodukte
Das Standardskalarprodukt {\displaystyle \langle \cdot ,\cdot \rangle } zweier komplexer Vektoren {\displaystyle x,y\in \mathbb {C} ^{n}} ist durch
{\displaystyle \langle x,y\rangle =x^{\mathsf {H}}y}
gegeben. Bezüglich des Standardskalarprodukts weisen eine Matrix {\displaystyle A\in \mathbb {C} ^{m\times n}} und ihre Adjungierte die Verschiebungseigenschaft
{\displaystyle \langle Ax,y\rangle =\langle x,A^{\mathsf {H}}y\rangle }
für alle Vektoren {\displaystyle x\in \mathbb {C} ^{n}} und {\displaystyle y\in \mathbb {C} ^{m}} auf. Hierbei steht auf der linken Seite das Standardskalarprodukt im {\displaystyle \mathbb {C} ^{m}} und auf der rechten Seite das Standardskalarprodukt im {\displaystyle \mathbb {C} ^{n}}. Für das Frobenius-Skalarprodukt zweier Matrizen {\displaystyle A,B\in \mathbb {C} ^{m\times n}} gilt
{\displaystyle \langle A,B\rangle _{F}=\operatorname {spur} (A^{\mathsf {H}}B)=\operatorname {spur} (BA^{\mathsf {H}})={\overline {\operatorname {spur} (AB^{\mathsf {H}})}}={\overline {\langle A^{\mathsf {H}},B^{\mathsf {H}}\rangle _{F}}}},
da Matrizen unter der Spur zyklisch vertauschbar sind.

## Verwendung

### Spezielle Matrizen
Die adjungierte Matrix wird in der linearen Algebra unter anderem bei folgenden Definitionen verwendet:
- Eine hermitesche Matrix ist eine komplexe quadratische Matrix, die gleich ihrer Adjungierten ist, das heißt {\displaystyle A^{\mathsf {H}}=A}. Solche Matrizen werden auch als selbstadjungiert bezeichnet.
- Eine schiefhermitesche Matrix ist eine komplexe quadratische Matrix, die gleich ihrer negativen Adjungierten ist, das heißt {\displaystyle A^{\mathsf {H}}=-A}.
- Eine unitäre Matrix ist eine komplexe quadratische Matrix, deren Adjungierte gleich ihrer Inversen ist, das heißt {\displaystyle A^{\mathsf {H}}=A^{-1}}.
- Eine (komplexe) normale Matrix ist eine komplexe quadratische Matrix, die mit ihrer Adjungierten kommutiert, das heißt {\displaystyle A^{\mathsf {H}}A=AA^{\mathsf {H}}}.
- Für eine beliebige komplexe Matrix sind die beiden Gram-Matrizen {\displaystyle A^{\mathsf {H}}A} und {\displaystyle AA^{\mathsf {H}}} stets hermitesch und positiv semidefinit.
- Eine komplexe Matrix besitzt genau dann ausschließlich reelle Einträge, wenn ihre Adjungierte gleich ihrer Transponierten ist, das heißt wenn {\displaystyle A^{\mathsf {H}}=A^{\mathsf {T}}} gilt.

### Matrixzerlegungen
Die adjungierte Matrix wird auch bei der Schur-Zerlegung einer quadratischen Matrix {\displaystyle A\in \mathbb {C} ^{n\times n}}
{\displaystyle A=U\,R\,U^{\mathsf {H}}}
in eine unitäre Matrix {\displaystyle U\in \mathbb {C} ^{n\times n}}, eine obere Dreiecksmatrix {\displaystyle R\in \mathbb {C} ^{n\times n}} und die Adjungierte von {\displaystyle U} sowie bei der Singulärwertzerlegung einer Matrix {\displaystyle A\in \mathbb {C} ^{m\times n}}
{\displaystyle A=U\,\Sigma \,V^{\mathsf {H}}}
in eine unitäre Matrix {\displaystyle U\in \mathbb {C} ^{m\times m}}, eine reelle Diagonalmatrix {\displaystyle \Sigma \in \mathbb {R} ^{m\times n}} und die Adjungierte einer unitären Matrix {\displaystyle V\in \mathbb {C} ^{n\times n}} verwendet.

### Adjungierte Abbildungen
Sind {\displaystyle V} und {\displaystyle W} endlichdimensionale komplexe Skalarprodukträume, dann wird die zu einer gegebenen linearen Abbildung {\displaystyle f\colon V\to W} zugehörige adjungierte Abbildung {\displaystyle f^{\ast }\colon W\to V} durch die Beziehung
{\displaystyle \langle f(v),w\rangle =\langle v,f^{\ast }(w)\rangle }
für alle {\displaystyle v\in V} und {\displaystyle w\in W} charakterisiert. Ist weiter {\displaystyle \{v_{1},\ldots ,v_{m}\}} eine Orthonormalbasis von {\displaystyle V}, {\displaystyle \{w_{1},\ldots ,w_{n}\}} eine Orthonormalbasis von {\displaystyle W} und {\displaystyle A_{f}\in \mathbb {C} ^{n\times m}} die Abbildungsmatrix von {\displaystyle f} bezüglich dieser Basen, dann ist die Abbildungsmatrix {\displaystyle A_{f^{\ast }}\in \mathbb {C} ^{m\times n}} von {\displaystyle f^{\ast }} bezüglich dieser Basen durch
{\displaystyle A_{f^{\ast }}=A_{f}^{\mathsf {H}}}
gegeben. Die Abbildungsmatrix der adjungierten Abbildung ist also gerade die Adjungierte der Abbildungsmatrix der Ausgangsabbildung. In der Funktionalanalysis wird dieses Konzept auf adjungierte Operatoren zwischen unendlichdimensionalen Hilberträumen verallgemeinert.